# Orogenesi Damara
L’orogenesi Damara è un processo orogenetico che avvenne nella parte finale della creazione della Gondwana, all'intersezione tra il cratone del Congo e il cratone del Kalahari (oggi situati nella parte centro-meridionale dell'Africa) e diede luogo alla formazione dei Monti Naukluft, nella parte centrale della Namibia, avvenuta tra 550 e 495 milioni di anni fa.
L'orogenesi Damara fa parte della più vasta orogenesi Pan-Africana che coinvolse la sutura tra il cratone del Congo-cratone del São Francisco e il cratone del Río de la Plata (che assieme all'India formavano la parte settentrionale del Gondwana) avvenuta tra 580 e 550 milioni di anni fa, prima dell'amalgamazione del cratone del Kalahari e del cratone di Mawson nell'orogenesi Kuunga-Damara (Gondwana meridionale) datata a 530 milioni di anni fa.
L'oceano Adamastore si chiuse verso sud a partire dalla cintura di Araçuaı́ (cratone del São Francisco, ora in Sud America) fino alla cintura di Kaoko (cratone del Congo, ora in Africa) tra 580 e 550 milioni di anni fa, e alla cintura di Gariep (cratone del Kalahari, ora in Sud Africa) tra 545 e 530 milioni di anni fa. L'orogenesi Damara vide un picco nella deformazione e nel metamorfismo tra 530 e 500 milioni di anni fa. Il sovrascorrimento sul cratone del Kalahari continuò fino a 480 milioni di anni fa.
Il cratone del Río de la Plata si saldò al cratone del Congo prima della chiusura degli oceani della fascia Damara (l'oceano del Mozambico e l'oceano di Khomas) che fece diventare l'orogenesi Damara parte dell'orogenesi Kuunga, che si estendeva dall'Antartide all'India passando per l'Africa. Tutti cratoni africani sono rimasti uniti per 550 milioni di anni e gli ultimi stadi dell'orogenesi Damara-Kuunga (l'amalgamazione finale del nord e sud Gondwana) furono intra-cratonici.